# Psychotria pearcei
Psychotria pearcei är en måreväxtart som beskrevs av Paul Carpenter Standley. Psychotria pearcei ingår i släktet Psychotria och familjen måreväxter. Inga underarter finns listade i Catalogue of Life.